# Betharga lycoides
Betharga lycoides is een vlinder uit de familie van de stippelmotten (Yponomeutidae). De wetenschappelijke naam van de soort werd in 1865 gepubliceerd door Francis Walker.